# Pieli
Pieli ou Peli foi o primeiro rei da dinastia de Avã e de Elão que havia reinado durante o terceiro milênio a.C.. Não se sabe muito sobre este rei. A dinastia de Peli parece ter prosperado por várias gerações até que Sargão da Acádia (r. 2270–2215 a.C.) invadiu esta região e saqueou vários distritos, incluindo Avã e Susã.